# 음력 1월 23일
음력 1월 23일은 음력 1월의 23번째 날이다.

## 문화
- 1997년 - 초등학교 교과목에 3~6학년 영어가 추가되었다.
- 2008년 - 문화체육관광부 발족.

## 탄생
- 1979년 - 대한민국의 모델, 배우 이천희.
- 1994년 - 대한민국의 배우 한보배.

## 사망
- 220년 - 중국 삼국시대 위나라의 건국자 조조.

## 같이 보기
- 음력 360일: 1월 2월 3월 4월 5월 6월 7월 8월 9월 10월 11월 12월
- 전날:1월 22일 다음날:1월 24일 - 전달:12월 23일 다음달:2월 23일
- 양력:1월 23일
- 음력, 윤달